# Gerhard VII av Holstein
Greve Gerhard VII av Holstein, född i augusti 1404, död 24 juli 1433 i Emmerich, begravd i Emmerichs domkyrka, var greve av Holstein och hertig av Schleswig 1427–1433. Son till Gerhard VI av Holstein (stupad 1404) och Katharina Elisabeth av Braunschweig-Lüneburg (död 1417/1422).

## Biografi
Gerhard föddes efter faderns död 1404. Efter moderns brytning med drottning Margareta och unionskung Erik nämns han jämte sina två äldre bröder Henrik och Adolf såsom regerande hertig av Schleswig och greve av Holstein.
Gerhard deltog i kampen mot Danmark och ingick i hansastädernas flotta vid Köpenhamn 1428. Han tycks ha residerat på moderns änkesäte Sönderborg, som efter hennes död rimligtvis tillföll honom. Vid den påtänkta delningen av hertigdömet skulle Als och Sundeved göras till ett särskilt arv, liksom Tönder, medan resten gemensamt skulle förvaltas av bröderna.
Gerhard gifte sig den 2 juni 1432 med Agnes av Baden (1408–efter 1434), från vilken han skildes 1433. Enligt krönikorna födde hon honom tvillingar, en pojke och en flicka. Gerhards bror Adolf skall dock ha förklarat barnen för oäkta eftersom de föddes sju månader efter bröllopet. Läkare och barnmorskor menade att de var äktfödda. Den av läkarna ännu bevarade skrivna redogörelsen visar på att tvillingarna föddes fyra månader efter bröllopet. Agnes skickades hem till Baden, dottern sattes i kloster i Preetz som nunna, och sonen omkom till havs vid Sönderborg. Enligt sägnen skall Adolfs stränga hållning i denna fråga ha straffats med att hans ätt dog ut.
Gerhard dog på en resa till Köln den 24 juli 1433.